# Nur Masalha
Nur-eldeen (Nur) Masalha (en árabe: نور مصالحة‎, nacido el 4 de enero de 1957) es un escritor, historiador y académico palestino.

## Formación
Masalha estudió su carrera universitaria y un posgrado en la Universidad Hebrea de Jerusalén. Obtuvo un Doctorado en Ciencias Políticas por la Escuela de Estudios Orientales y Africanos de la Universidad de Londres.

## Trabajo académico
Mashala ha trabajado como profesor universitario de Religión y Política, así como de director del Centro del Proyecto de Investigación sobre Religión, Historia y la Tierra Santa de la Universidad de St. Mary de Londres. También ha sido director del programa de másters sobre Religión, Política y Resolución de Conflictos en la Universidad de St. Mary (2005-2015).
Masalha fue Asociado de Investigación Docente en el Departamento de Historia del SOAS (Universidad de Londres) entre 2009 y 2015. También fue miembro del Programa de Kuwait del Departamento de Gobierno de la London School of Economics. Masalha también ha sido miembro honorario del Centro de Estudios Islámicos y de Oriente Medio, en la Universidad de Durham; investigador asociado en la Facultad de Derecho de la Escuela de Estudios Orientales y Africanos de la Universidad de Londres; y profesor de la Universidad de Birzeit en Ramala, Palestina.
Actualmente es miembro del Centre for Palestine Studies del London Middle East Institute, que forma parte de la Escuela de Estudios Orientales y Africanos de la Universidad de Londres. También es miembro del Centre for the Philosophy of History de la Universidad de St. Mary.

## Publicaciones
Masalha es cofundador y editor del Journal of Holy Land and Palestine Studies, anteriormente denominado Holy Land Studies: A Multidisciplinary Journal, una revista publicada por la Edinburgh University Press. La Editorial Canaán, de Buenos Aires, en colaboración con la Facultad de Filosofía y Letras de la Universidad de Buenos Aires, publican una edición en español de la revista, denominada "Estudios de Tierra Santa: Una Revista Multidisciplinaria".
El otro cofundador de la revista fue el teólogo Michael Prior, y la revista apareció por primera vez en 2002. El consejo editorial y el consejo consultivo internacional han incluido a personalidades como Edward Said, Hisham Sharabi y Samih Farsoun. Sus miembros actuales incluyen a Noam Chomsky, Ilan Pappé, Yaser Suleiman, Stephanie Cronin, Tim Niblock, Dan Rabinowitz, Naseer Aruri, As'ad Ghanem, Naim Ateek, Donald Wagner, Ismael Abu-Saad, Oren Yiftachel, William Dalrymple, Salim Tamari, Rosemary Radford Ruether y Thomas L. Thompson.
Masalha es el autor de numerosos libros sobre el conflicto palestino-israelí, seis de los cuales se han traducido al español. Entre sus obras se incluyen Theologies of Liberation in Palestine-Israel: Indigenous, Contextual, and Postcolonial Perspectives (2014), The Zionist Bible: Biblical Precedent, Colonialism and the Erasure of Memory (2013), Nakba: Limpiez étnica, lucha por la historia (enero de 2012), La Biblia y el Sionismo: Invención de una tradición y discurso poscolonial (2007), Catastrophe Remembered (2005), A Land Without a People (1997), La Expulsión de los Palestinos: el concepto de "transferencia" en el pensamiento político sionista, 1882-1948 (1992), Israel: teorías de la expansión territorial (2000) and Políticas de la Negación: Israel y los refugiados palestinos (2003).
Masalha realiza también los comentarios históricos en el documental “La Terre Parle Arabe” ("la Tierra habla árabe", 2007), dirigido por Maryse Gargour, que narra el contexto y la escalada que desembocó en la expulsión y huida de más de 700.000 palestinos del recién nacido Estado de Israel en 1948.

## Opiniones
En entrevistas a diarios como La Vanguardia o ABC, Nur Masalha explicó sus opiniones sobre diversos aspectos de la historia y la actualidad palestinas. 

### La Nakba
Sobre la importancia de la Nakba para el pueblo palestino, Masalha explica que “La Nakba es central en la historia de Palestina, un país que existió por cientos de años. Y por país se entiende los pueblos, la gente, la historia, comunidades en las que había árabes, judíos y cristianos viviendo con bastante armonía hasta 1948, en que se destruyó todo esto. El 90% de Palestina desapareció: ciudades, pueblos con nombres antiquísimos”. Añade que mucha gente todavía no conoce la historia de la Nakba porque "es una historia difícil de contar, incluso hoy. Fuimos la parte débil, no la parte victoriosa, y los vencedores siempre escriben la historia. Los refugiados, los marginados, no escriben la historia. Los que tienen el dinero, las universidades, los medios de comunicación, son los que pueden escribir la historia, y la gente a quien presta atención es a los poderosos. Como los palestinos nos convertimos en refugiados, nos ha costado mucho tiempo recuperarnos. La OLP fue creada en los años sesenta, llevó muco tiempo reconstituirse. Durante veinte años no tuvimos liderazgo." Añade que "también le ha costado al mundo mucho tiempo escucharnos porque la historia judía ha sido muy importante para Europa, es central en la conciencia europea. Se confunde lo que es el sionismo con lo que es el judaísmo, la gente se confunde entre lo que les pasó a los judíos y lo que pasó en Palestina. En Europa, los judíos fueron las víctimas; en Palestina, el movimiento sionista es el victimario, es el colonizador. Los europeos aún están confundidos con las dos cosas. Y aún confunden antisionismo con antisemitismo, incluso hoy". En otro momento de la entrevista, hablando sobre la importancia de la historia oral, explica que "Las colonias estaban sobre todo en la costa y los israelíes, la Haganá empezó a expulsar, con una campaña de “aviso amistoso”, para que la gente se marchara, en noviembre [de 1947]… Usaron diversas estrategias para las evacuaciones, o falsas evacuaciones. Pero la historia oral palestina te habla de atrocidades, de casos de violación (hay muchos casos en 1948, y la violación es un arma repetida en todas las guerras), aunque a la gente no le gusta hablar de esto."

### Los refugiados palestinos
“Los palestinos se convirtieron en un pueblo de refugiados. Cerca del 70% –más de cinco millones– son refugiados o desplazados. Imagine un país en que esto sucede en un solo año. Todo palestino tiene familiares en Siria, Jordania, Líbano... Aún luchamos por sobrevivir en nuestro propio país y aún nos enfrentamos a la negación. Los políticos israelíes han llegado a decir que no existíamos. Aún tenemos que demostrar que existíamos, que teníamos un país y un territorio”.

### La guerra de los Seis Días y la ocupación
Masalha explica que las expulsiones que siguieron a la guerra de los Seis Días de 1967 fueron como una segunda parte de la Nakba, pero a más pequeña escala: "Lo fue, pero no se puede entender sin 1948. En 1967 perdimos el último 20% de Palestina. En 1948 fue el 80%. Aunque los israelíes expulsaron gente en 1967 no lo hicieron a la misma escala que en 1948. No tuvieron ni ocasión porque todo fue tan rápido, en solo seis días…". Tras esto, comenta que "Kalkilia estuvo a punto de desaparecer… En la Ciudad Vieja se destruyó el barrio de Magarba, que hoy es parte del barrio judío y del muro de las Lamentaciones. Era un barrio de edificios antiquísimos, que eran parte de los lugares sagrados musulmanes, y los muftíes e imanes vivían allí. Y fue barrido con excavadoras en tres o cuatro días, sin fotógrafos presentes. Algunos arqueólogos y algunos historiadores israelíes tomaron parte en todo esto. El mismísimo y famoso Rabin desalojó tres pueblos en la zona de Latrún, cuyos refugiados ahora viven parte en Ramala, parte en Amán. En 1967 entre 300.000 y 400.000 palestinos fueron expulsados. También fue desalojado un campo de refugiados en Jericó. En 1967 los israelíes organizaron flotas de autobuses, parte de ellos en Jerusalén, para enviarlos a Amán. Y bombardearon incluso los puentes, como el puente Allenby. Se dio una situación muy extraña, porque la gente era expulsada pero le era muy difícil cruzar por los bombardeos."

### Holocausto y Nakba
En opinión de Nur Masalha, hay que reconocer ambas tragedias para llegar a comprender el corazón del conflicto: "He estado en el Yad Vashem, estudié siete años en Jerusalén, y hablo hebreo. Parte del museo fue construida en terreno de Yasín. El Holocausto judío debe ser respetado y su museo no debería haber sido construido en el lugar de una masacre. Todos los líderes, Obama, Trump, son llevados al Yad Vashem pero nadie menciona nunca Dar Yassin. En Yad Vashem hay mucha historia oral, están las víctimas del Holocausto, pero las autoridades israelíes lo usan como arma de propaganda, y hay propaganda antipalestina dentro, en pequeñas secciones. Hay que separar el Holocausto de la Nakba. Debemos respetar la memoria del Holocausto, pero no a expensas nuestras. Debemos reconocer el Holocausto y debemos reconocer la Nakba, que los israelíes niegan… Netanyahu ha conseguido una nueva ley que prohíbe la conmemoración de la Nakba. Si un palestino –un árabe israelí- conmemora la Nakba en Israel puede perder su empleo. Hay que acabar con esta negación."

### Mitos del sionismo
Masalha ha dedicado varios de sus últimos libros a lo que él denomina "los mitos del sionismo". En la entrevista explica que "el primer mito es el de una tierra sin pueblo para un pueblo sin tierra cuando Palestina era una tierra con gente. Es ridículo. Lo que hoy es España también era una tierra del Mediterráneo, ¿te la imaginas vacía? Es ridículo. Aparte del sur, que es desierto, el resto era un país fértil, un país populoso. Este primer mito iba dirigido a los occidentales para justificar que no se tomaba la tierra de nadie, sino que era una tierra vacía. El segundo mito se desarrolla en torno a Sion como la madre de los pueblos, es decir, la madre del judaísmo. El sionismo es un movimiento político y el judaísmo es un una religión con un gran recorrido detrás. El sionismo está basado en el imperialismo. El judaísmo vivió en Oriente Medio durante muchos siglos, en muchos países, y el sionismo llevó a esta tierra a muchísimos rusos y europeos. Han insistido en que aquellos judíos que poblaban esta región hace siglos son los mismos judíos que llegan a Israel ahora; una raza convergente. Hay que recordar que muchos judíos se convirtieron al islam o al cristianismo, como al final de la Reconquista en España. El judaísmo no va en la sangre, no va en el ADN, va en la fe. El sionismo bebe de una idea germánica del siglo XIX de la raza. Los judíos de Israel provienen de muchas etnias con una misma fe."

### Limpieza étnica
En referencia al libro de Ilán Pappé La Limpieza Étnica de Palestina, Masalha explica que el término limpieza étnica es "común a partir de 1992, con lo de Bosnia. Pero de hecho en los archivos sionistas usan términos como “limpieza”, “limpiar”, “barrer”, “barrido”, o “purificación”. El hecho de que Ilán usara el término atrajo la atención hacia el libro. Pero la diferencia es que los historiadores israelíes no hablan sobre los planes anteriores a 1948. Soy el único que argumenta que no se puede entender si no te fijas en los planes de Ben Gurión: hay que leer sus diarios de 1936 a 1939. Lamentablemente, los historiadores israelíes no quieren mirar atrás y ver que existían planes, porque si había planes había premeditación, si fue deliberado estaban cometiendo un crimen. Y creo, de verdad, que 1948 fue un crimen, hubo premeditación."

### Crítica a Benny Morris
Junto con Norman Finkelstein, Masalha ha sido crítico con la primera publicación de la obra de Benny Morris sobre el éxodo palestino de 1948: El Nacimiento del Problema de los Refugiados Palestinos (1988). Masalha argumenta que las conclusiones de Morris tienen un sesgo proisraelí, dado que:
- Morris no reconoce del todo que su trabajo se basa en gran parte en la documentación desclasificada de una manera selectiva por la administración israelí, mientras que los documentos más sensibles siguen aún vetados a los investigadores.
- Morris trató las pruebas de los documentos israelíes de una manera poco crítica y no tuvo en cuenta que son, en la mayoría de los casos, documentos apologéticos.
- Morris minimizó el número de expulsiones: Finkelstein afirma que en la tabla en la que Morris resume las causas del éxodo palestino pueblo por pueblo, muchos casos de "ataque militar a una localidad (M)" deberían estar catalogados como "expulsiones (E)".
- Las conclusiones de Morris estaban sesgadas con respeto a los propios datos que él presentaba, y cuando las conclusiones eran duras de asumir para los israelíes, tendía a darles un giro menos incriminatorio.

Tanto Finkelstein como Masalha prefieren la conclusión central de que  hubo una limpieza étnica.
En una respuesta a Finkelstein y Masalha, Morris contesta que "vi suficiente material, civil y militar, para obtener una imagen precisa de lo que pasó", que Finkelstein y Masalha sacaron sus conclusiones desde un sesgo propalestino y que, respecto a la distinción entre expulsión y ataque militar, tenían que aceptar que él usaba una "definición más estrecha y severa" de las expulsiones. Morris se mantiene en su conclusión central de que no hubo una limpieza étnica.